# Popoola Saliu
Popoola Sodiq Saliu (surnommé « Popo »), né le 7 août 1994 à Lagos au Nigeria, est un footballeur nigérian. Il évolue au poste de milieu de terrain axial. 
Mesurant seulement 1,57 m, il est considéré, en 2015, comme étant le 3e plus petit joueur professionnel au monde. Avec l'équipe du Nigeria, il obtient la médaille de bronze aux Jeux olympiques d'été de 2016.

## Biographie

### Carrière en club
Lors de la saison 2012/2013, il joue avec l'équipe réserve du FC Metz en CFA. La saison suivante, il joue deux matchs en Coupe de France, mais aucun en Ligue 2, niveau où évolue l'équipe première du FC Metz. 
En manque de temps de jeu, il est prêté par le club messin en faveur de l'équipe belge du RFC Seraing, pendant deux saisons, jusqu'en juin 2016. Avec une taille de seulement 1,57 m, il est alors le plus petit joueur professionnel évoluant en Belgique. Avec cette équipe, il dispute 51 matchs en deuxième division belge, inscrivant 4 buts. Il marque notamment un doublé contre le club de Heist le 28 novembre 2015, lors de la 17e journée du championnat, avec à la clé une victoire sur le score de 5-2.
Fin septembre, n'ayant toujours pas été une seule fois dans le groupe professionnel après sept journées de championnat, il résilie son contrat avec le FC Metz.

### Carrière internationale
Popoola Saliu fait partie de la liste des 18 joueurs nigérians sélectionnés pour disputer les Jeux olympiques d'été de 2016. Il réalise ses débuts contre le Japon, lors de la compétition qui voit le Nigeria remporter la médaille de bronze.

## Palmarès
Il est médaille de bronze aux Jeux olympiques d'été de 2016 avec le Nigéria.